# Widzewska Manufaktura
Widzewska Manufaktura, także WIMA, WI-MA, Widzewskie Zakłady Przemysłu Bawełnianego im. 1-Maja – zabytkowa fabryka powstała w latach 70. XIX w. przy Alei marsz. J. Piłsudskiego 135 Łodzi. W szczytowym momencie zatrudniała 8 tys. pracowników i wytwarzała 70 ton przędzy dziennie.

## Historia
W latach 70. XIX w. na terenie Widzewskiej Manufaktury powstała pierwsza farbiarnia i suszarnia założona przez Leopolda Hintza. Fabrykant sprzedał ją w 1878 Ludwikowi Meyerowi, który próbował rozwinąć przedsiębiorstwo. W związku z problemami finansowymi sprzedał je Juliuszowi Kunitzerowi, który zaangażował się mocno w inwestowanie w nową fabrykę – zbudował przędzalnię obejmującą 15 tys. wrzecion oraz tkalnię z 500 krosnami mechanicznymi, a także bielnik, farbiarnię, gazownię oraz 2 domy murowane i 4 drewniane. Wkrótce do Kunitzera dołączył Juliusz Heinzel, który zdobył kredyt na dalszy rozwój przedsiębiorstwa w Banku Handlowym, a majątek firmy stał się własnością domu handlowego Heinzel i Kuntzer. W przedsiębiorstwie Kunitzer skupiał się na zarządzaniu produkcją w fabryce, Heinzel zaś koncentrował się na handlu. W 1888 do fabryki doprowadzono kolej co pomogło rozwinąć się firmie. W 1889 przedsiębiorstwo zostało przekształcone w spółkę akcyjną i zarejestrowane pod nazwą Towarzystwo Akcyjne Manufaktury Bawełnianej Heinzel i Kunitzer. W kolejnych latach postępowała dalsza rozbudowa przedsiębiorstwa w okolicach rzeki Jasień, powstały wówczas budynek tkalni wraz z sąsiadującymi mu obiektami oraz wybudowano osiedle robotnicze składające się z tzw. domków kunitzerowskich, szkoła, szpital, konsumy i dom teatralno-kulturowy oraz rozpoczęła działalność orkiestra przyfabryczna.
Kiedy w 1905 Juliusz Kunitzer został zamordowany fabryka częściowo przeszła w posiadanie włoskich przedsiębiorców – Tanfaniego oraz Farinoli, co de facto spowodowało, że znalazła się pod ich kontrolą, a prezesem spółki został Giuseppe Tanfani – zięć Juliusza Heinzla. W 1910 przedsiębiorstwo przemianowano na Widzewską Manufakturę. W trakcie I wojny światowej firma zahamowała swoją działalność. Po wojnie starano się pozyskać nowych akcjonariuszy oraz kredyty w celu wznowieniu działalności spółki oraz modernizację. Zakład został ponownie uruchomiony w 1919. Zatrudniał wówczas 300 pracowników, głównym zaś udziałowcem Widzewskiej Manufaktury i jej prezesem, po spłaceniu Tanfaniego, został Oskar Kon.
W 1922 w fabryce wybuchł pożar, który spowodował zniszczenie przędzalni. Odbudowany obiekt był jedną z najnowocześniejszych i największych przędzalni w Polsce, dostosowanych do przetwarzania amerykańskiej przędzy. W kolejnych latach powstała m.in. przędzalnia do przerabiania przędzy egipskiej, szarparnia, niciarnia oraz tkalnia. Okres 20-lecia międzywojennego zaowocował szeregiem zmian w oparciu o kapitał włoski, angielski, francuski i amerykański, a przedsiębiorstwo poszerzyło działalność o odlewnię żelaza, warsztaty, tartak, blacharnię, kuźnię, linkarnię i stolarnię. Firma rozwinęła się – została rozbudowana i przekształcona w kombinat bawełniany. Uruchomiono również produkcję maszyn włókienniczych na potrzeby własne, a planach była również produkcja samochodów. W latach 1924–1926 nazwę przedsiębiorstwa przemianowano na Widzewska Manufaktura Spółka Akcyjna. Rozwój nie uchronił jednak spółki od dwukrotnego ogłoszenia upadłości w latach 30. XX w., w tym ostatecznego w 1938.
Podczas II wojny światowej fabrykę podporządkowano niemieckiemu przemysłowi chemicznemu. Przedsiębiorstwem zarządzał koncern Hermann Goering Werke. Utworzono spółkę akcyjną „Zellgarn Aktiengesellschaf” skupiającą niemieckich udziałowców i koncentrującą się na produkcji włókien z wiskozy. W 1945 fabrykę znacjonalizowano, a w 1949 podzielono na 3 przedsiębiorstwa. Jednym z nich były Widzewskie Zakłady Przemysłu Bawełnianego im. 1-Maja. W 1991 zmieniono ich nazwę przywracając im skrót WI-MA – Widzewska Manufaktura.
W 2009 w fabryce zakończono w produkcję, następnie właściciele obiektu postanowili zmienić nazwę przedsiębiorstwa nawiązując do dawnej nazwy fabryki, przemianowując obiekt na Zakłady Przemysłu Bawełnianego WI-MA SA. W 2011 przestrzeń WI-My stała się przestrzenią działalności artystycznej. W obiekcie organizowano wydarzenia kulturalne oraz warsztaty, w przestrzeni budynków znajdowała się scena wydarzeń kulturalnych, sale prób i studia nagraniowe, co przyczyniło się do kolejnej zmiany nazwy w 2016 na Zakłady Przemysłów Twórczych WIMA w Łodzi.
W 2020 kompleks Widzewskiej Manufaktury przejęła firma Cavatina Holding i od listopada 2020 przebudowuje kompleks pofabryczny na nowe funkcje. Na terenie dawnej fabryki mają znaleźć się mieszkania, usługi, handel oraz biura. W celu przebudowy obiektów zachowano wyłącznie ściany zewnętrzne budynku, wnętrza zaś wyburzono